# Entrecasteaux
Entrecasteaux település Franciaországban, Var megyében. Lakosainak száma 1132 fő (2022. január 1.). Entrecasteaux Carcès, Cotignac, Salernes, Le Thoronet és Saint-Antonin-du-Var községekkel határos.

## Fekvése
Draguignantól nyugatra, a Bresque völgyében, az Argens mellékfolyója mellett fekvő település.

## Története
A település helyén eredetileg három kőfallal körülvett középkori erődítmény: Pardigon, Riforan és Salgues állt, melyek védelme alatt a 10. században fejlődött ki a település. Nevének első ismert írásos említése 1012-ből való.
Az 1670-ben épült az Entrecasteaux kastély, kültéri berendezéseit André Le Nôtre tervezte. A jelenleg magántulajdonban levő épület a turisták számára is elérhető.

## Galéria

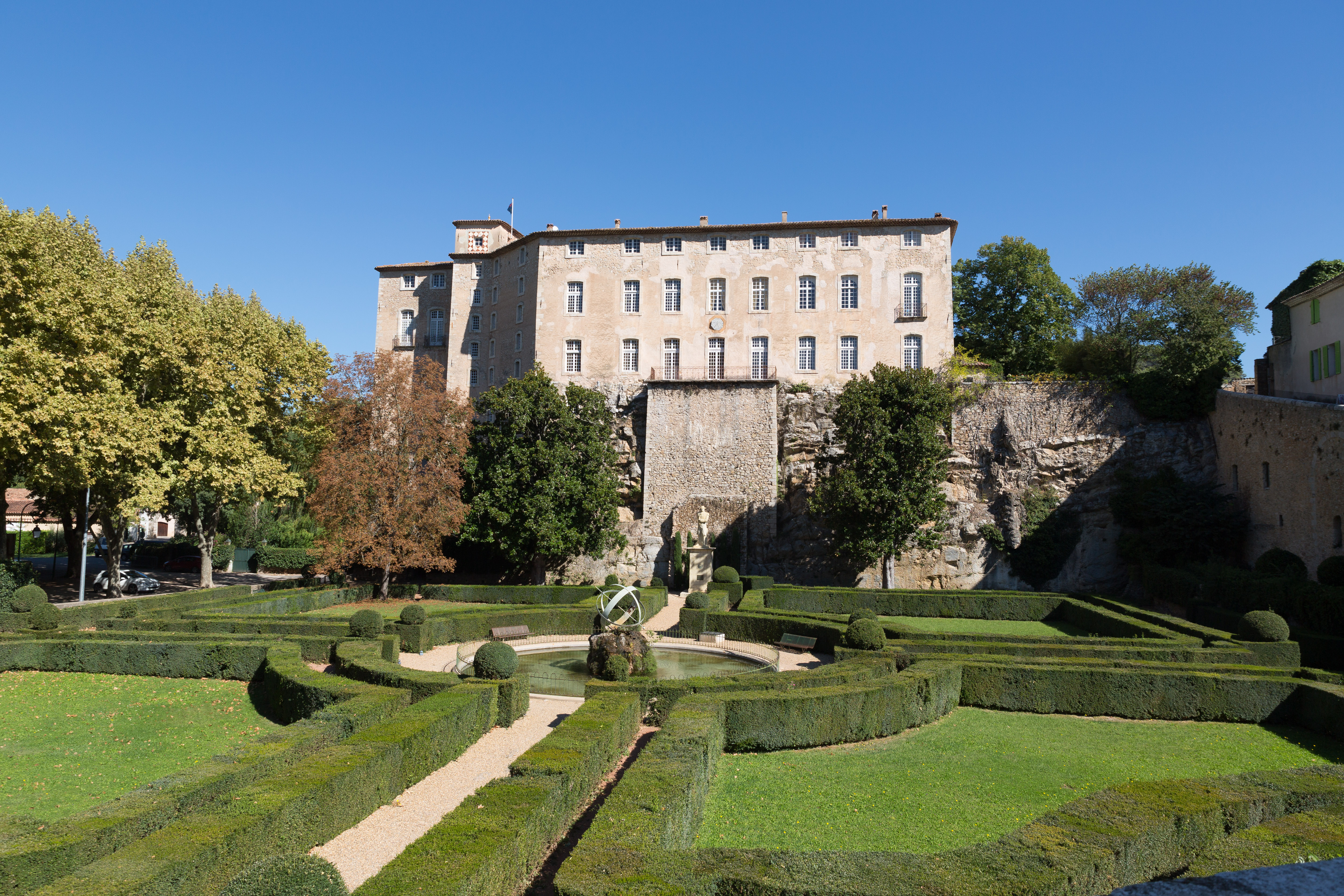
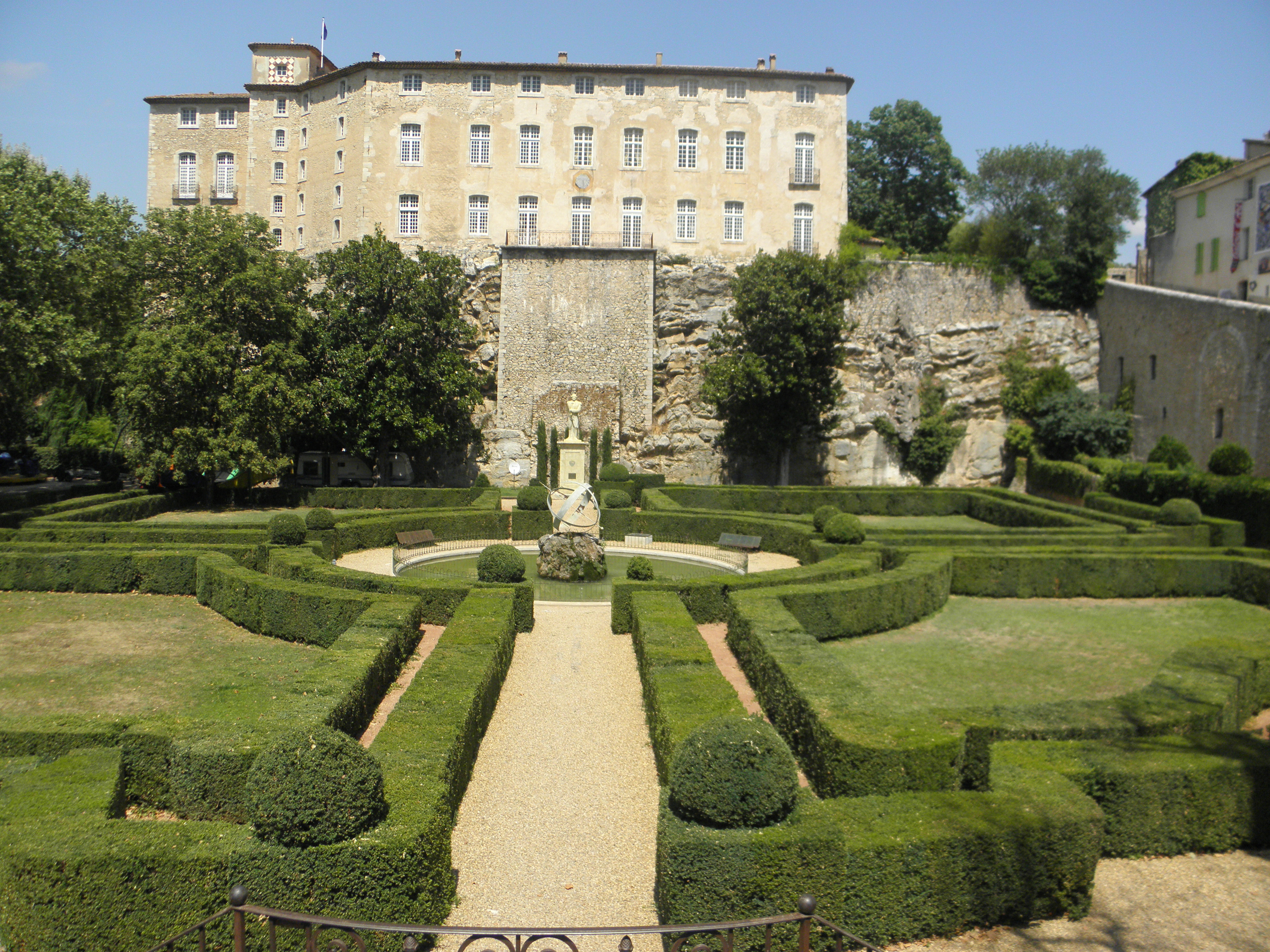
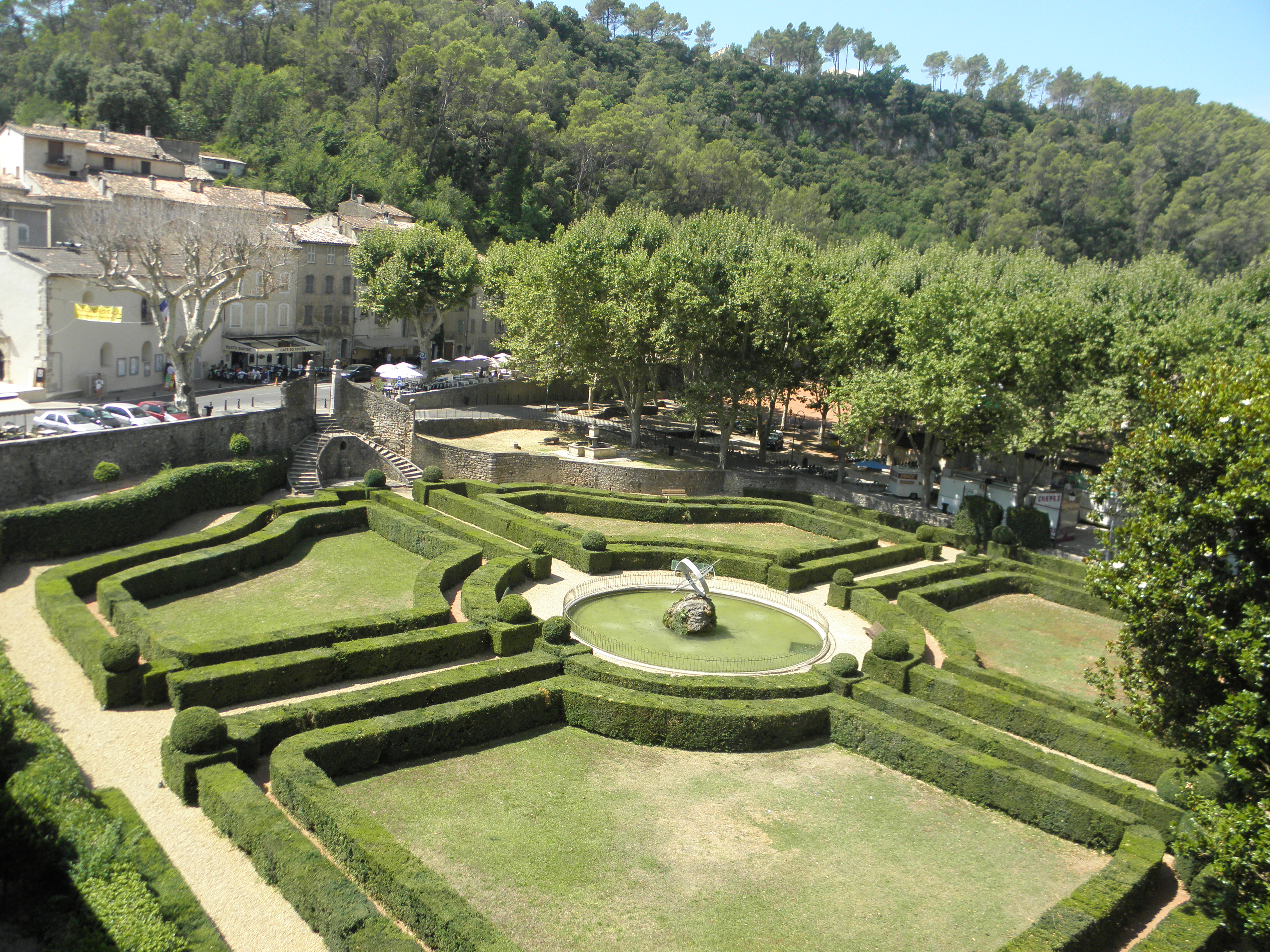
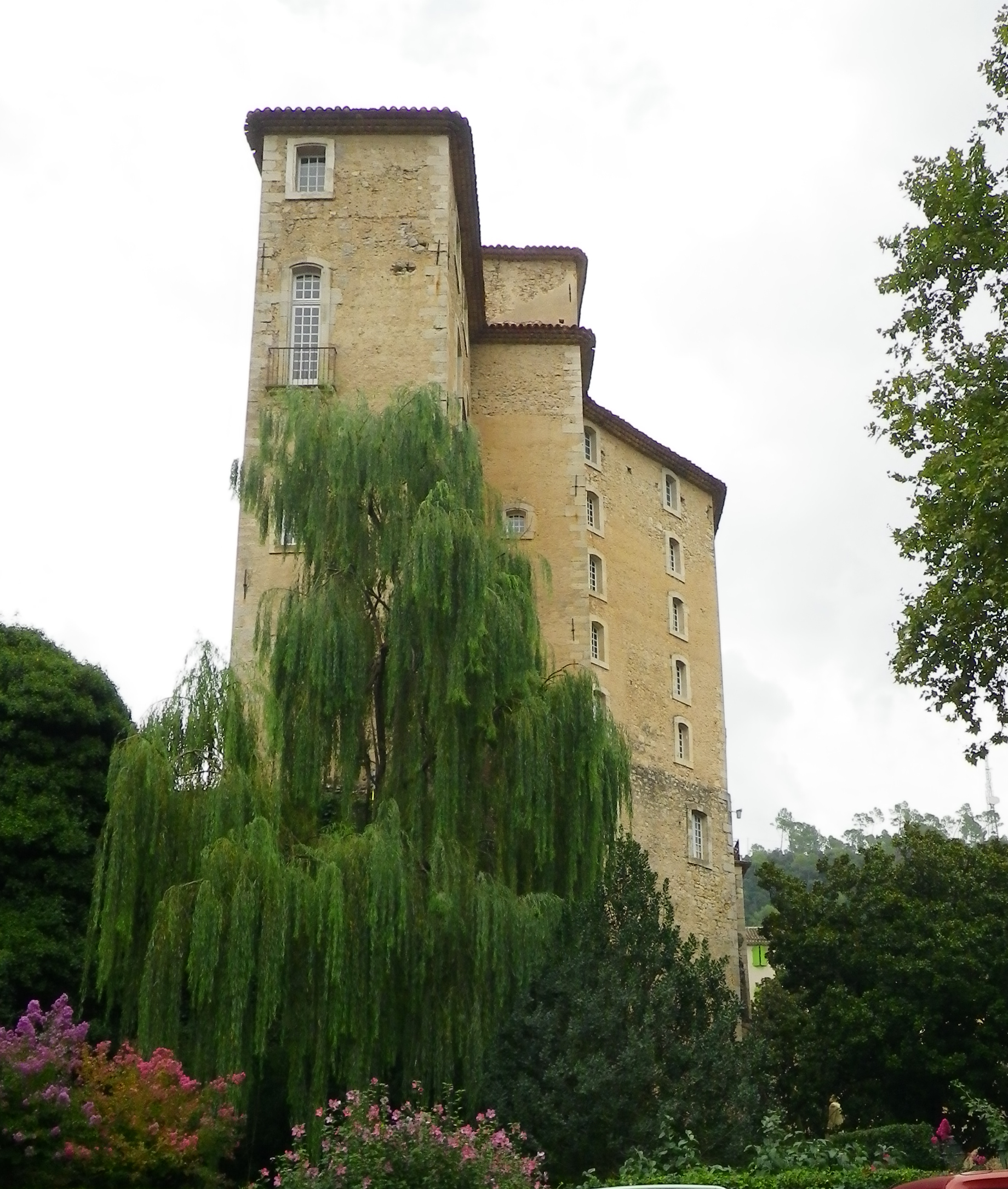
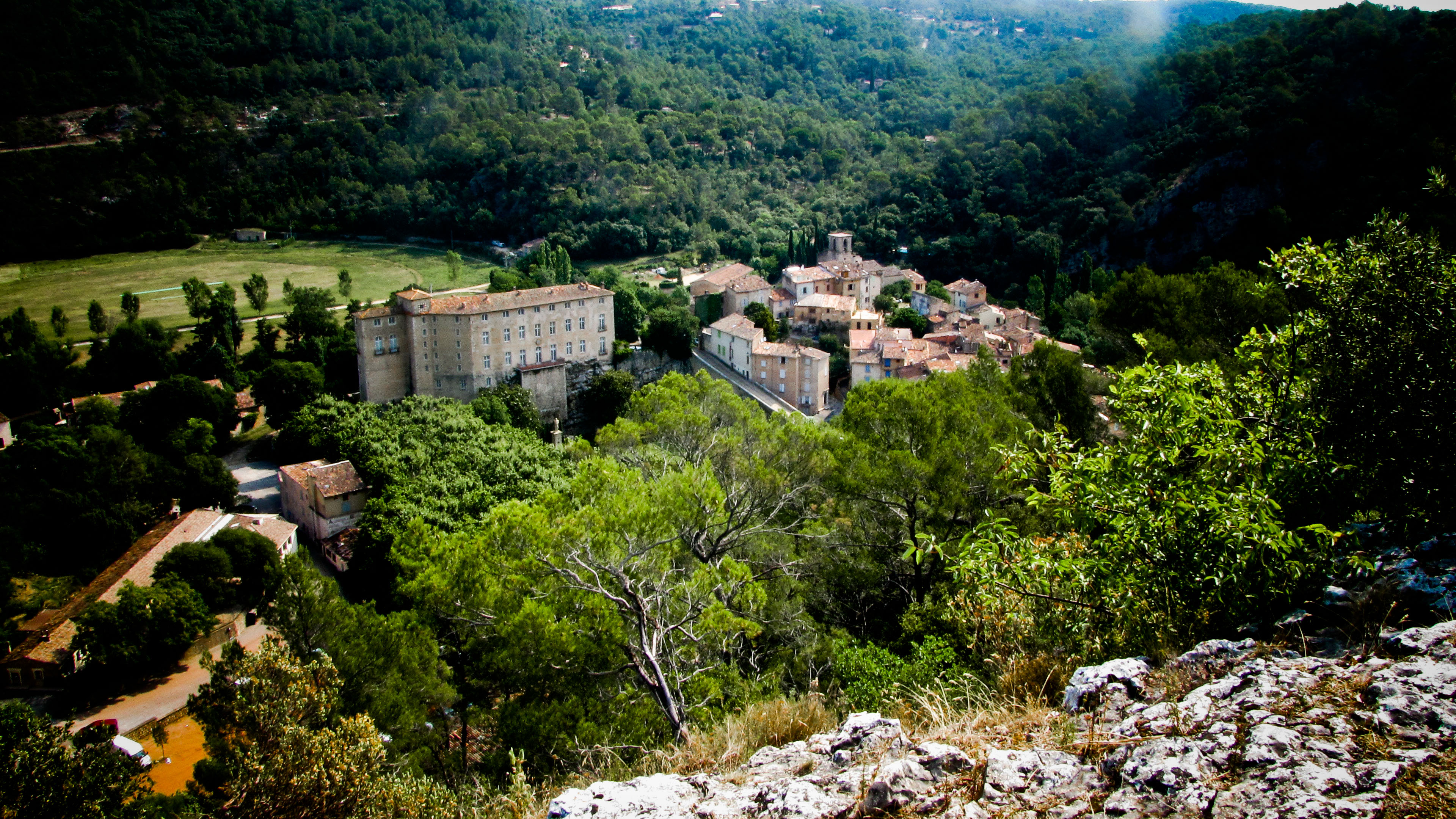
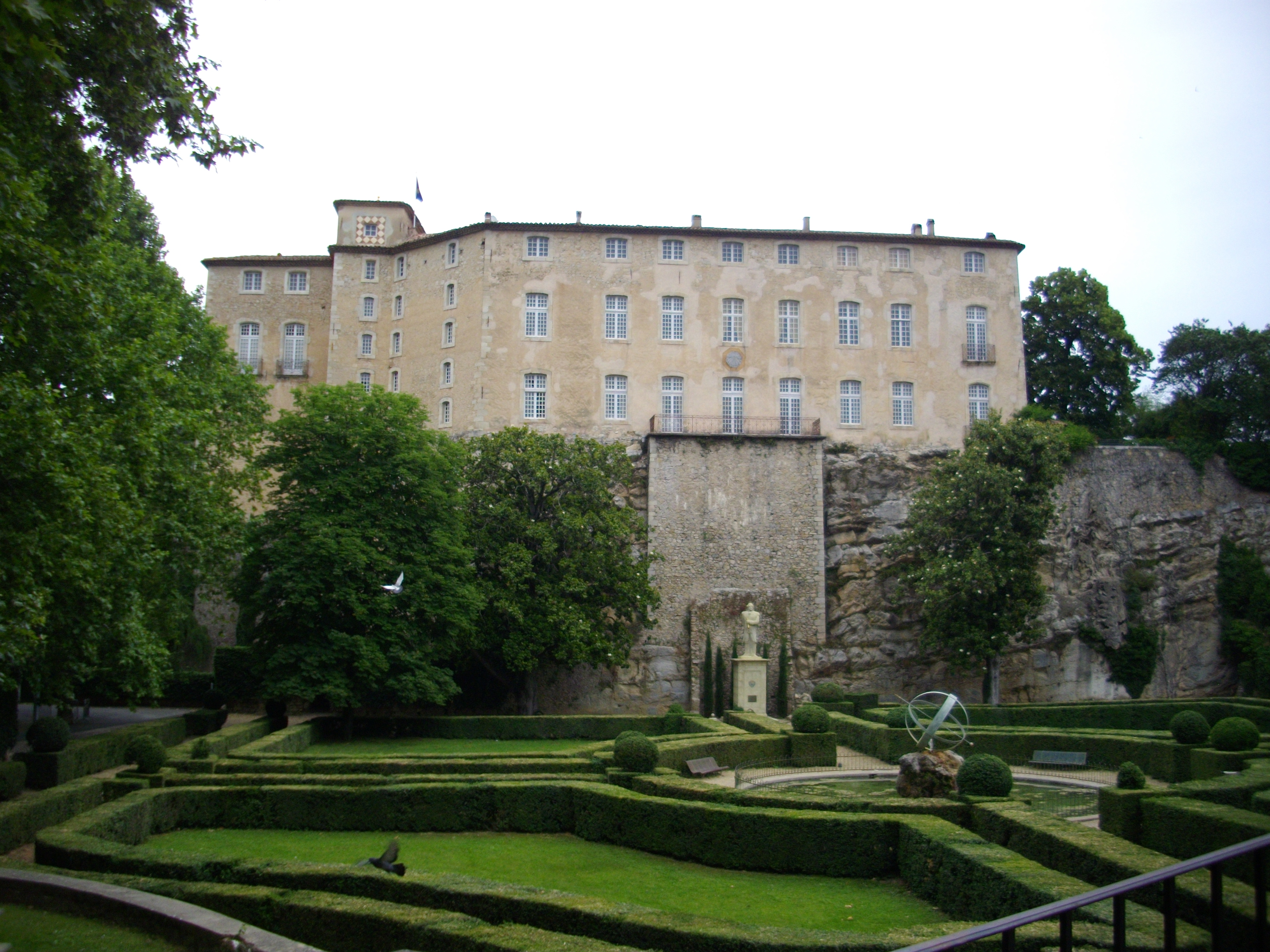
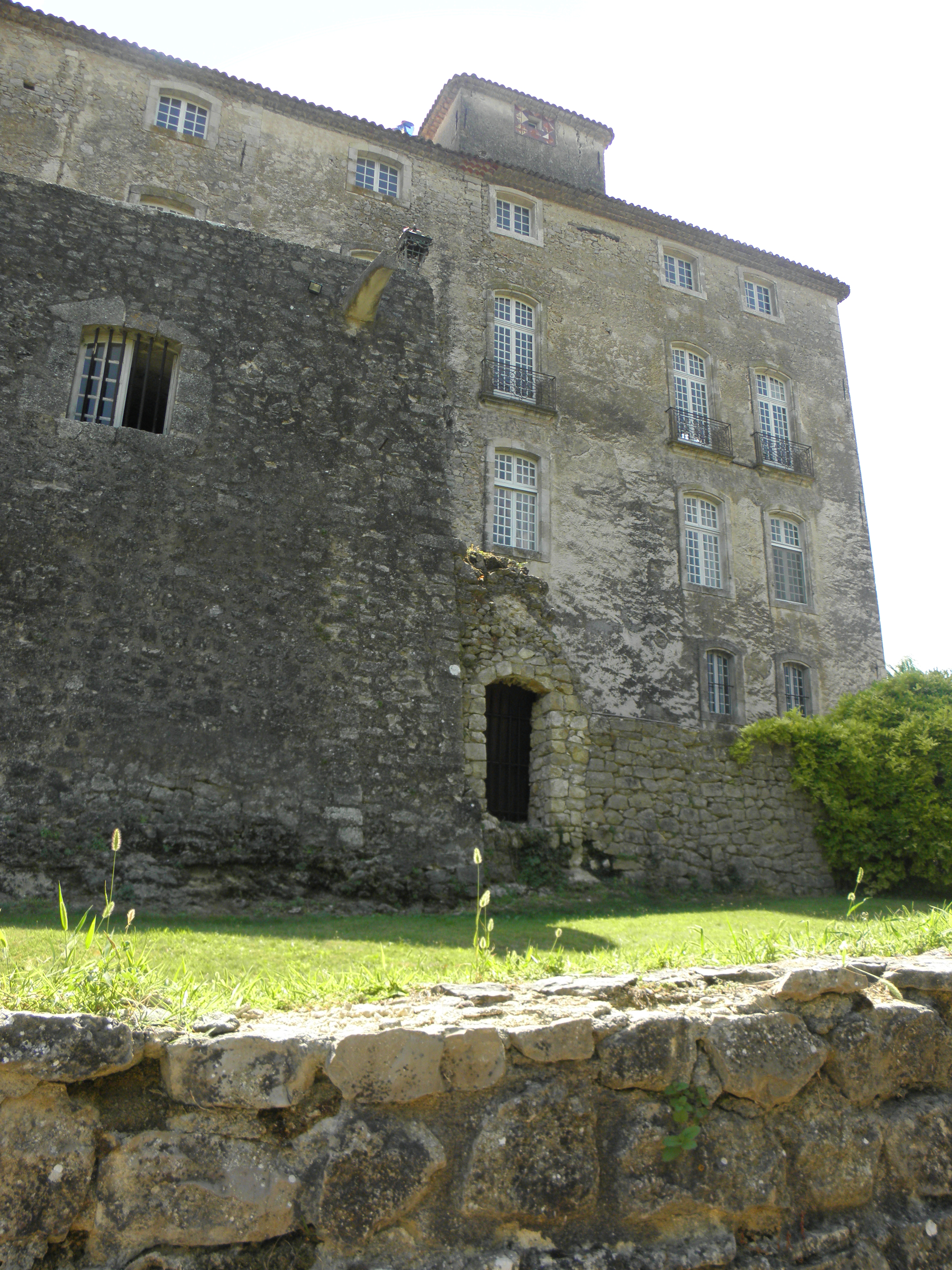
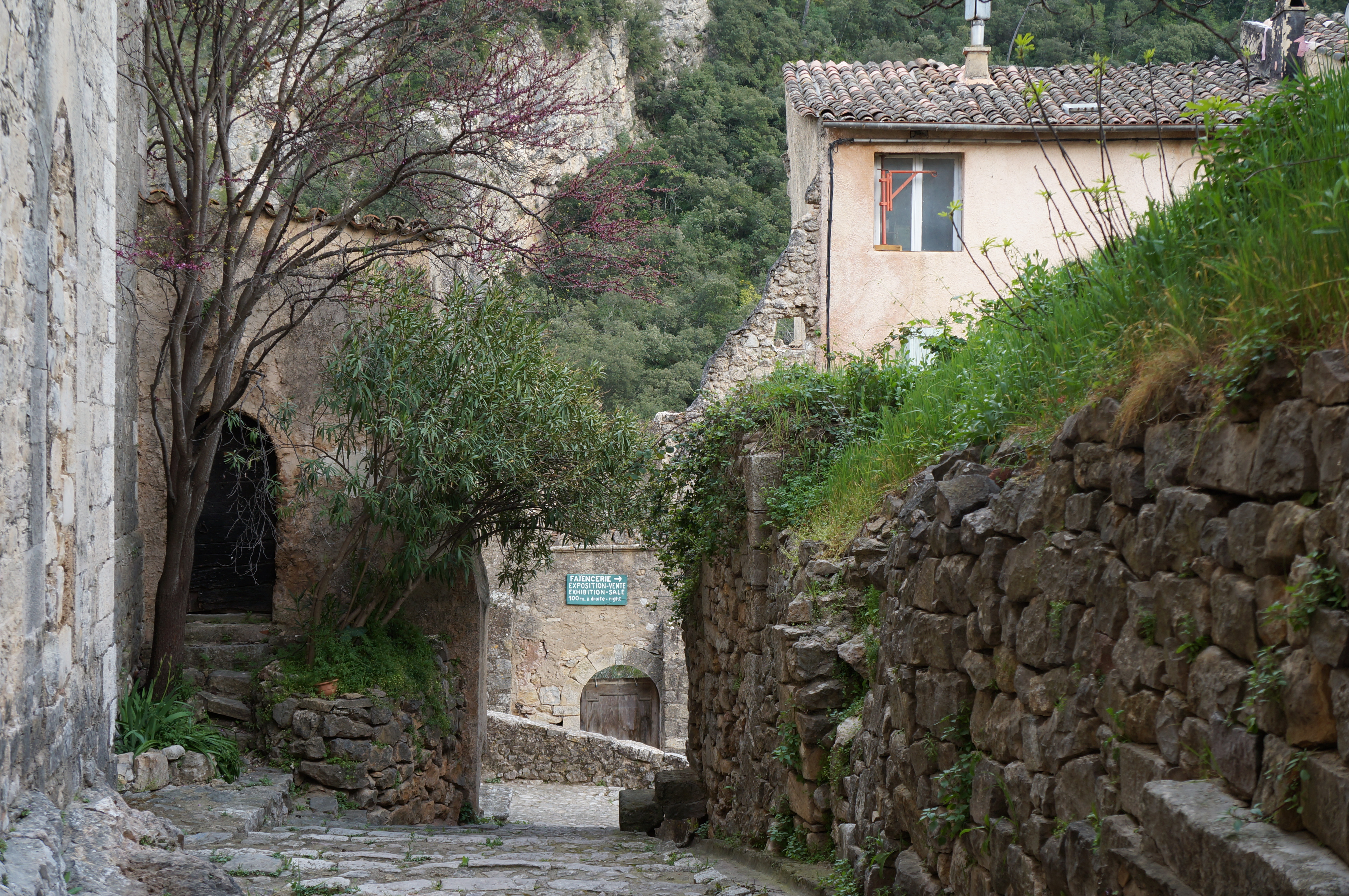
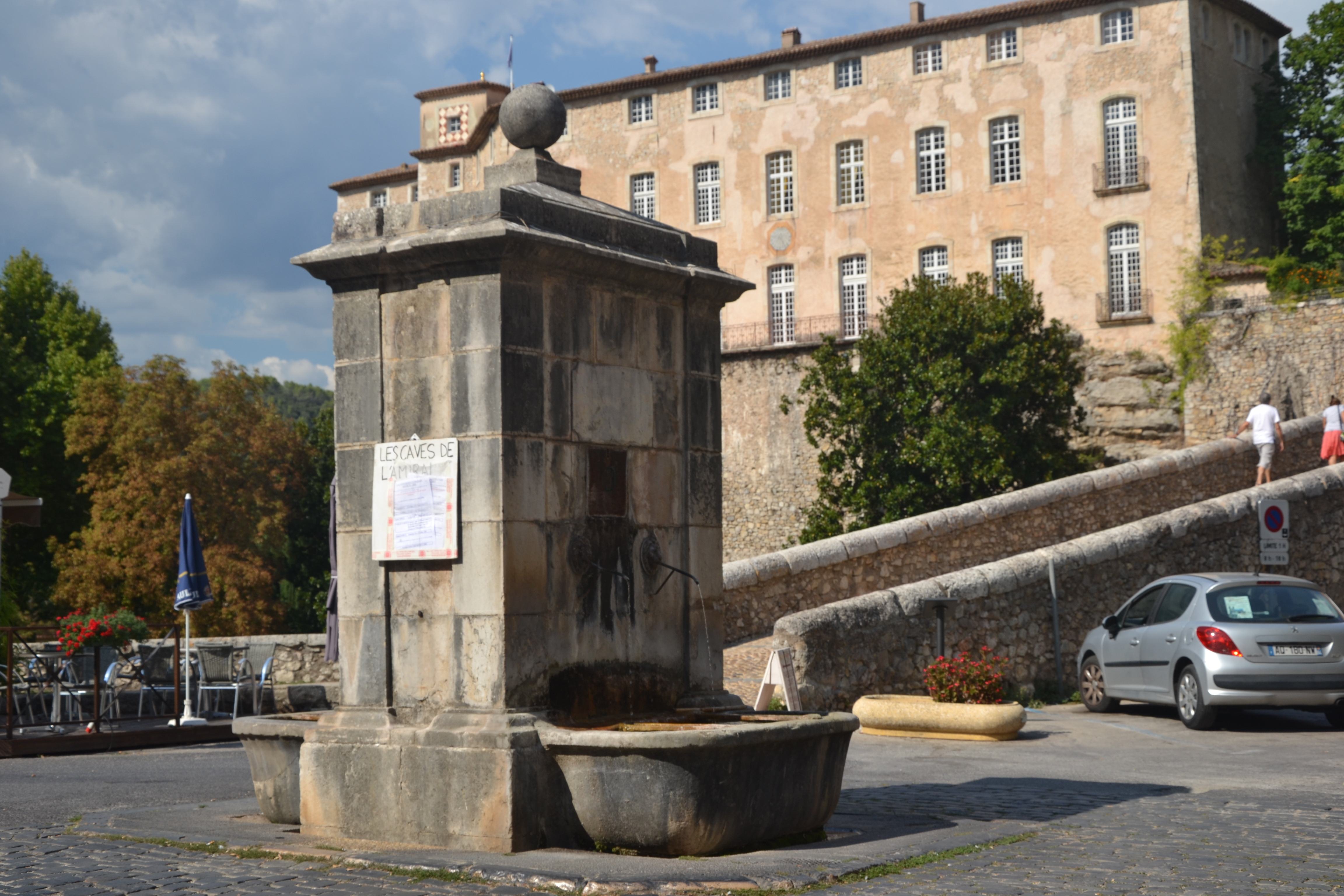
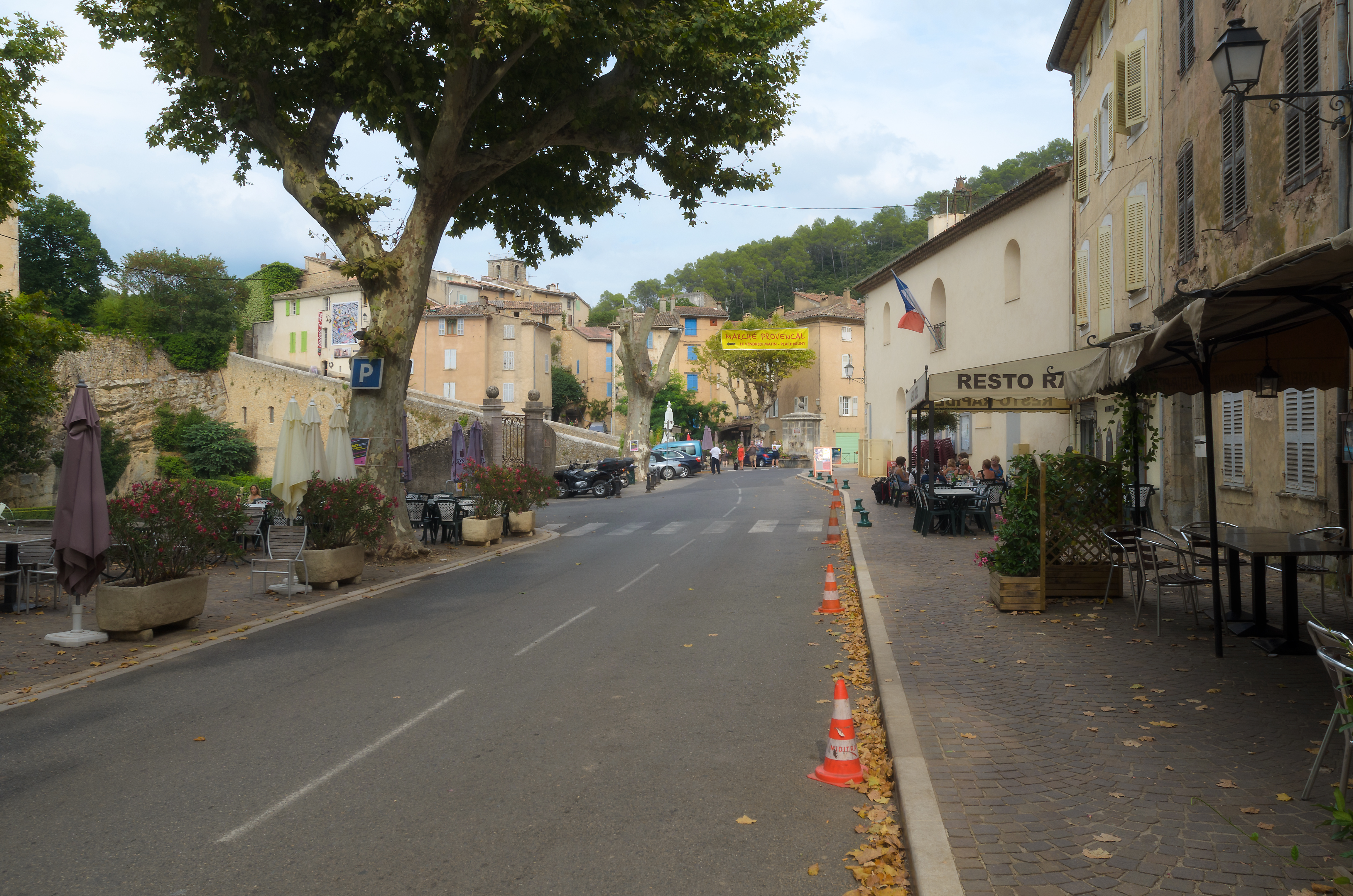
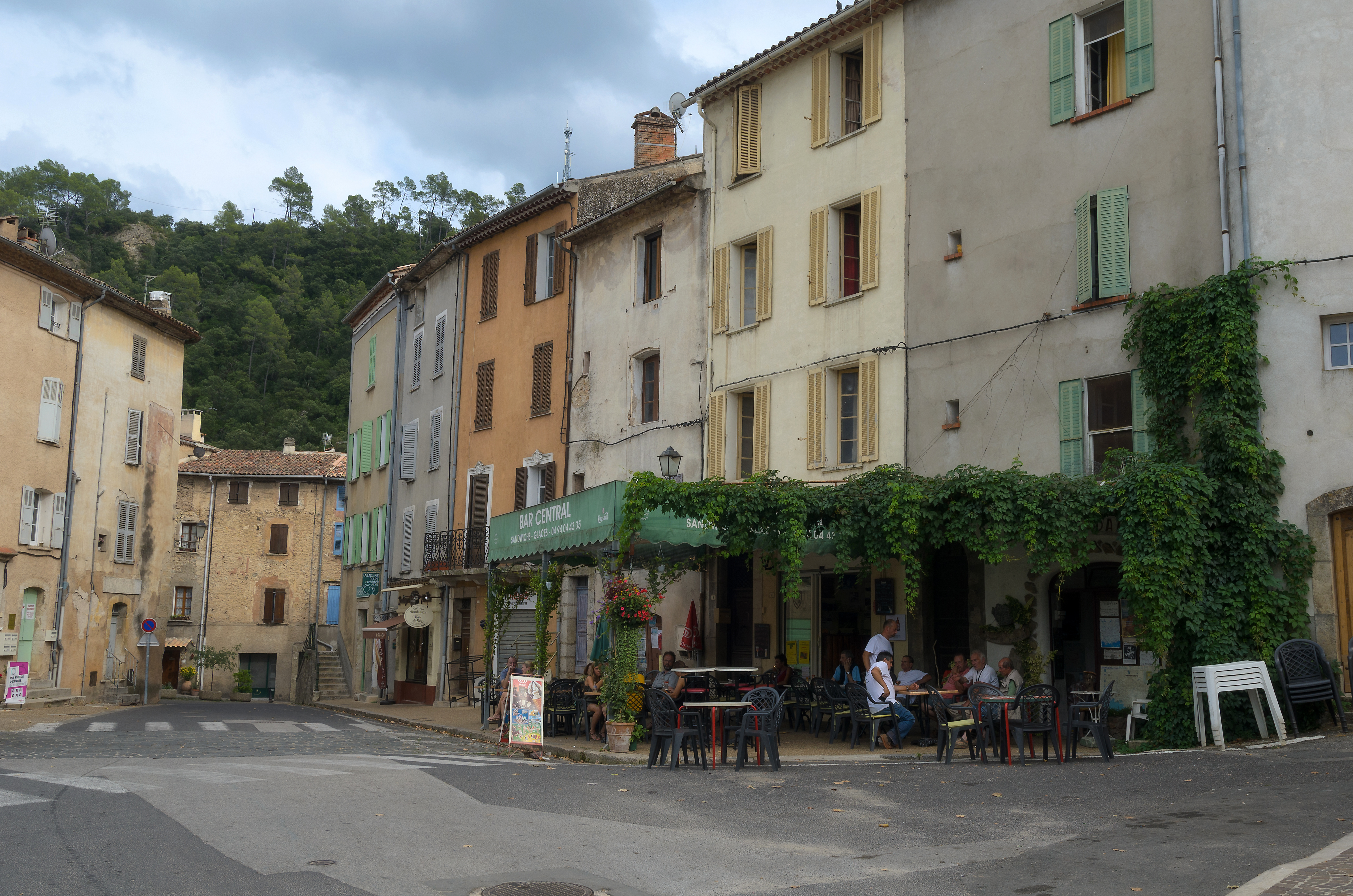
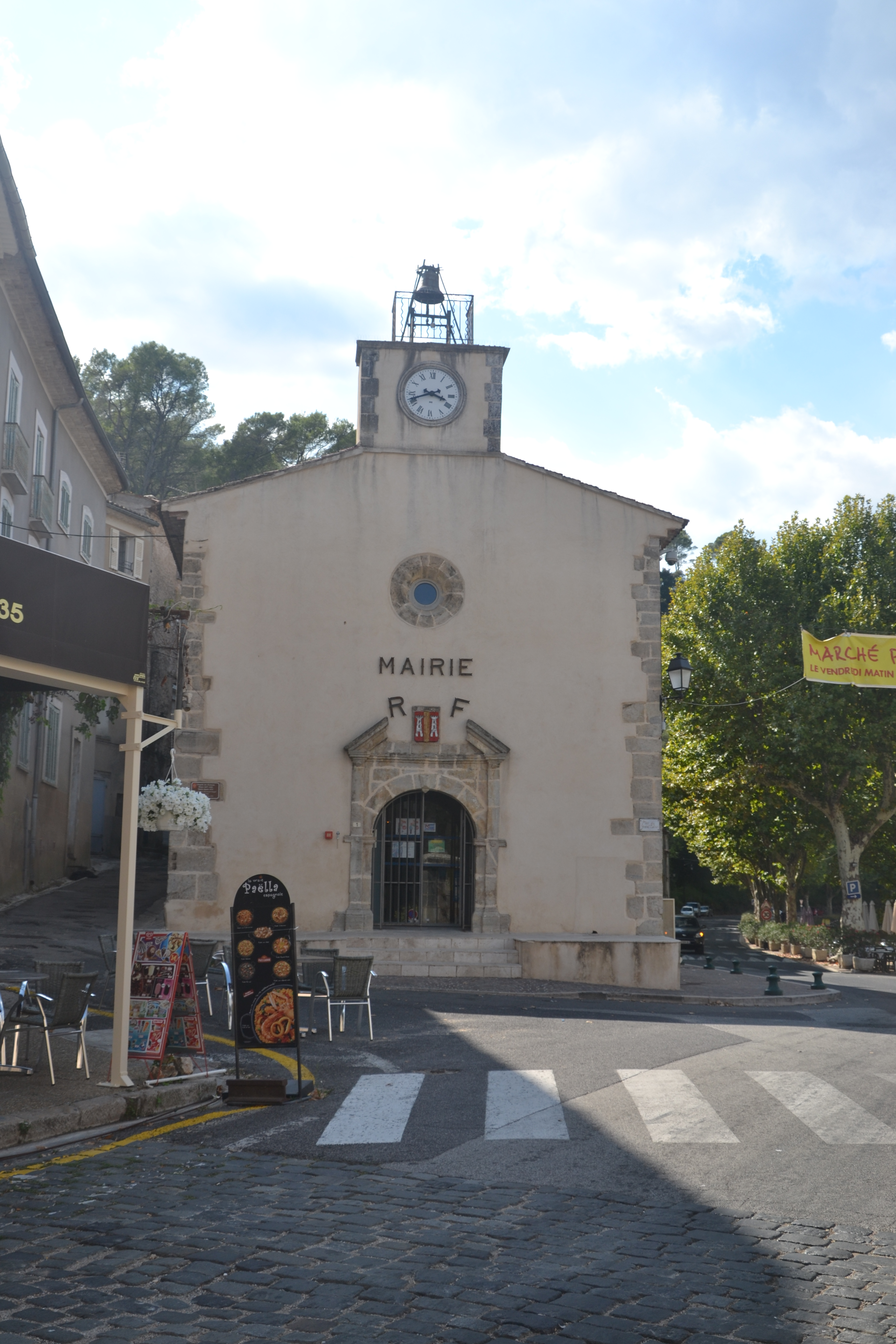
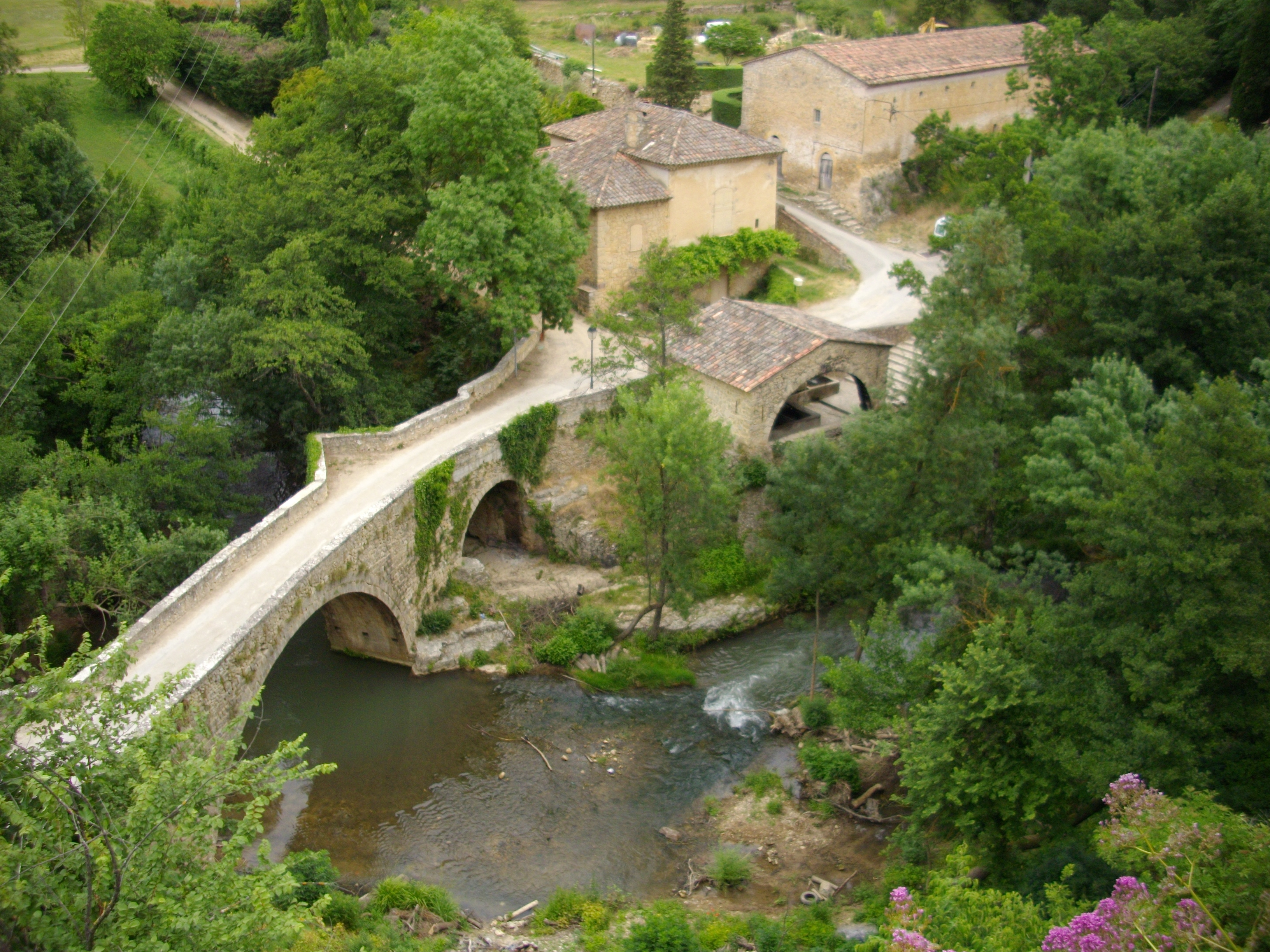
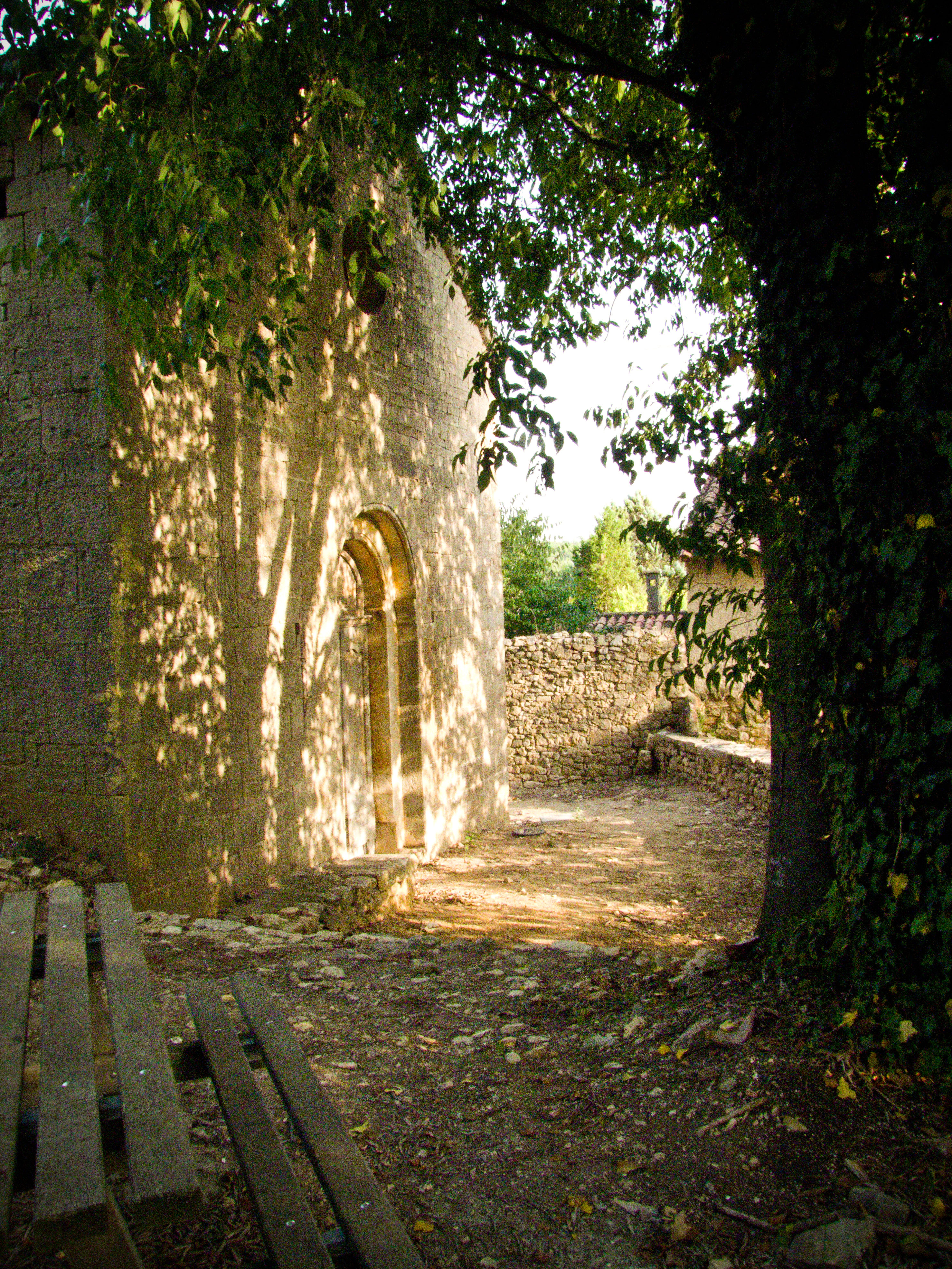

## Nevezetességek
- Kastély
- Kápolna
- Régi kőhíd

## Népesség
A település népességének változása:
| Lakosok száma | 1087 | 1080 | 1105 | 1141 | 1123 | 1124 | 1118 | 1122 | 1127 | 1132 |
|               | 2012 | 2013 | 2015 | 2016 | 2017 | 2018 | 2019 | 2020 | 2021 | 2022 |